# Daza
El daza (o dazawa) és una llengua txadiana occidental que parlen els dazes a l'estat de Bauchi, al nord de Nigèria. El seu codi ISO 639-3 és dzd i el seu codi al glottolog és daza1244.
No es coneix el nombre de persones que parlen la llengua daza. El territori daza ocupa unes quantes aldees de l'Àrea de Govern Local de Darazo, a l'estat de Bauchi, al nord-est de Nigèria.
Segons el mapa lingüístic de Nigèria de l'Ethnologue, el territori daza és a mig camí, lleugerament al sud entre la ciutat de Gombe, capital de l'estat de Gombe, i la ciutat de Bauchi, capital de l'estat de Bauchi. És al nord de la reserva de Yankari i pocs quilòmetres al nord del territori hi ha el riu Gorgola. El territori daza limita amb el territori dels beeles, al nord-oest i d'un territori que no correspon a cap grup determinat.

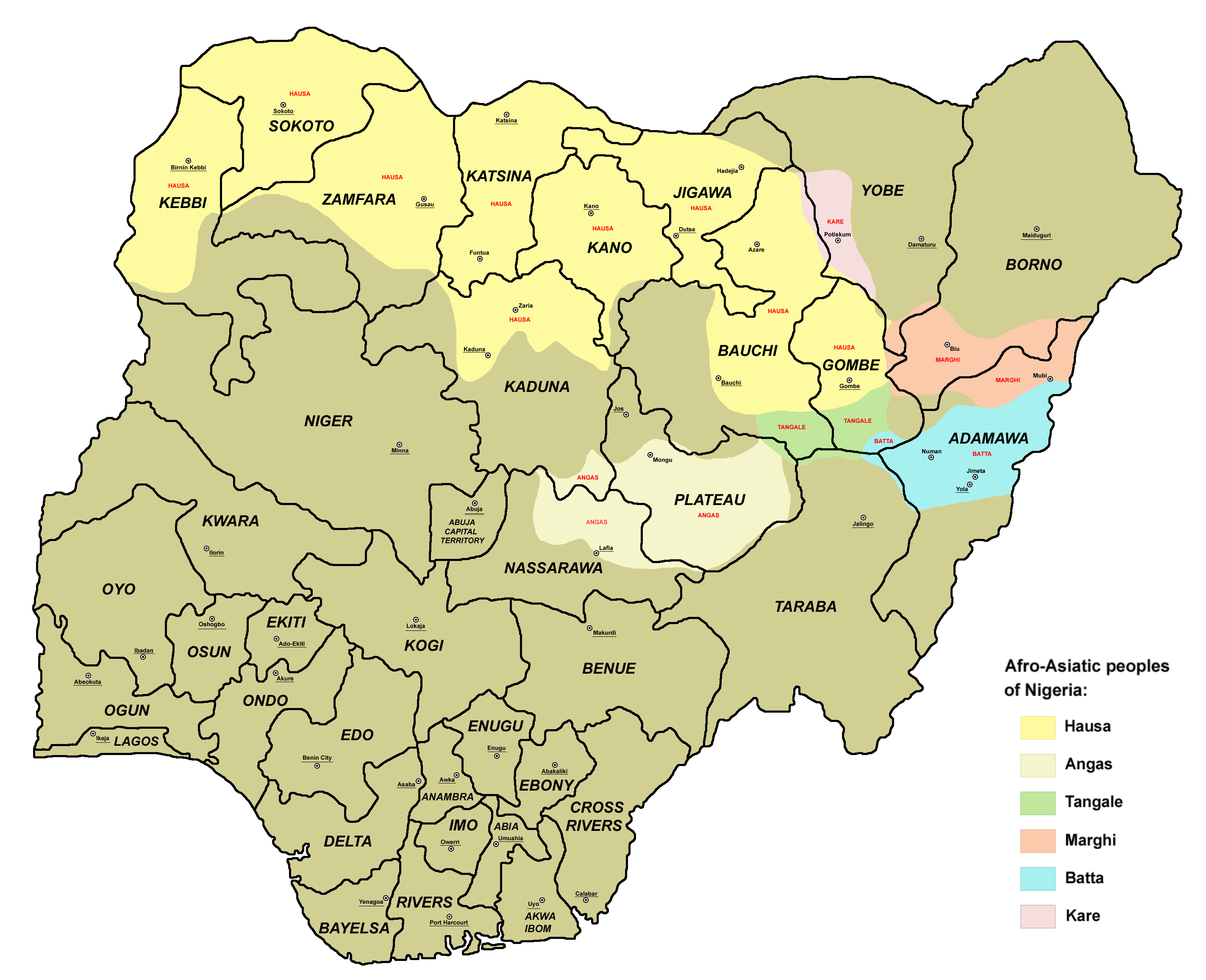
Llengües afroasiàtiques de Nigèria

## Família lingüística
El Daza és una de les 43 llengües txadianes occidentals del grup A. És l'única llengua que ha estat llistada de manera independent en aquest grup, que està dividit en 4 subgrups per l'ethnologue.

## Dialectes
Segons el glottolog, el bara i el fika són dos dialectes de la llengua daza.

## Sociolingüística, estatus i ús de la llengua
El daza és una llengua vigorosa: tot i que no es coneix el nombre de parlants, és utilitzat tant en l'entorn de la llar com social per persones de totes les generacions i la seva situació és sostenible.